# 山田和夫
山田 和夫（やまだ かずお、1928年1月28日 - 2012年8月11日）は、日本の映画評論家、映画史家、映画運動家。

## 来歴
- 大阪府大阪市出身。高知高等学校卒業、東京大学経済学部卒業。
- 東京大学在学中に同学に自由映画研究会を堤清二、富本壮吉などと設立。
- 1951年に映画業界紙の合同通信社に入社。記者として人脈等を深め、1962年よりフリーとして活動する。
- エイゼンシュテイン・シネクラブ（日本）代表。『戦艦ポチョムキン』の自主上映運動などで名を馳せる。
- 映画提供会社の国際シネマ・ライブラリーの運営に関与し、同社を通じて、ロシア・ソビエト連邦、ラテンアメリカ諸国、ベトナムなどの映画の紹介に尽力。
- 日本及び、世界の映画史、映画産業を研究。モスクワ国際映画祭、ハバナ国際映画祭へ参加などを通じて、ロシア・ソビエト、ラテンアメリカ諸国の映画に精通し、両国（地域）の映画文化を紹介する。ベトナム社会主義共和国より友好勲章、キューバ共和国より文化功労章などを受章している。また、映画業界紙記者の経験もあり、映画を産業的側面からも論じられる数少ない映画評論家。
- 1954年に日本共産党に入党。同党映画後援会代表を務めた他、「しんぶん赤旗」の常連執筆者であった。
- 「九条の会」傘下の「マスコミ九条の会」呼びかけ人を務めていた[3]。日本映画復興会議の代表委員をつとめた。第二次世界大戦での日本を肯定的に描いた『プライド 運命の瞬間』、『ムルデカ17805』などの映画を痛烈に批判した。
- 2012年8月11日、肺炎のため死去[1]。エイゼンシュテイン・シネクラブは井上徹(1965-2023)に引き継がれた。

## 主な著・編書 など
- 「世界映画資料」 1〜28号（刊：映画タイムズ社、世界映画資料社/1957〜1961年）
- 「エイゼンシュテイン―生涯とその思想」（刊：紀伊国屋新書/1964年)
- 「エイゼンシュテイン全集」（刊：キネマ旬報社/編:エイゼンシュテイン全集刊行委員会/1973-1993年）
- 「戦艦ポチョムキン」（刊：大月書店/1978年)
- 「ハリウッド　良心の勝利」（刊：新日本出版社/1992年）
- 「映画100年―映画が時代を語るとき」（刊：新日本出版社/1995年）
- 「日本映画101年―未来への挑戦」（刊：新日本出版社/1997年）
- 「ロシア・ソビエト映画史―エイゼンシュテインからソクーロフへ」（刊：キネマ旬報社/1997年）
- 「黒澤明・人と芸術」（刊：新日本出版社/1999年）
- 「映画で世界を読む」（刊：新日本出版社/2001年）

## 注
1. 1 2  『現代物故者事典2012～2014』（日外アソシエーツ、2015年）p.618
2. ↑  しんぶん赤旗2012年8月13日付
3. ↑  マスコミ九条の会（よびかけ人はだれですか）